# باوليستا (لاعب كرة قدم)
باوليستا (بالبرتغالية: Creedence Clearwater Couto‏) هو لاعب كرة قدم برازيلي في مركز الهجوم، ولد في 6 مارس 1979 في ريبيراو بريتو في البرازيل. لعب مع ليرس ونادي برازيليا ونادي تومبينس ونادي سامبايو كوريا ونادي غواراني ونادي فيغورينسي.

## وصلات خارجية
- باوليستا (لاعب كرة قدم) على موقع إي إس بي إن إف سي (الإنجليزية)
- باوليستا (لاعب كرة قدم) على موقع قاعدة بيانات كرة القدم.إي يو (الإنجليزية)
- باوليستا (لاعب كرة قدم) على موقع قاعدة بيانات كرة القدم.إي يو (الإنجليزية)
- باوليستا (لاعب كرة قدم) على موقع عالم كرة القدم.نت (الإنجليزية)